# Gustav Gerneth
Gustav Gerneth (ur. 15 października 1905 w Szczecinie, zm. 21 października 2019 w Havelbergu) – niemiecki superstulatek. Po śmierci Masazō Nonaki w dniu 20 stycznia 2019 prawdopodobnie został najstarszym żyjącym mężczyzną na świecie.

## Życiorys
Urodził się w Szczecinie na terenie ówczesnego Cesarstwa Niemieckiego. Z zawodu był mechanikiem. Pracował na niemieckich statkach śródlądowych oraz pływających po Bałtyku.
W 1930 poznał i poślubił swoją żonę Charlotte (zm. 1988), z którą miał trzech synów. Jego teść, Friedrich Grubert, pochodzący z Havelbergu, posiadał dwa statki, na których również pracował Gustav, w tym „Friede”. Swoimi wspomnieniami z tego okresu podzielił się z publicystą Herbertem Stertzem. W trakcie II wojny światowej był mechanikiem pokładowym w niemieckich siłach powietrznych (Luftwaffe) i na dwa lata został wzięty do niewoli sowieckiej, z której został zwolniony w 1947 roku. Od 1948 do emerytury w 1972 pracował w gazowni w Havelbergu.
W wieku 113 lat został najstarszym Niemcem. Od 20 stycznia 2019, po śmierci Masazō Nonaki, uznawany był za najstarszego żyjącego mężczyznę na świecie, mimo iż jego wiek nie został zweryfikowany przez Gerontology Research Group w ramach GRG World Supercentenarian Rankings List.